# Joe Martin Stage Race
La Joe Martin Stage Race est une course cycliste par étapes américaine disputée autour de Fayetteville, dans l'Arkansas. Elle est créée en 1978 sous le nom de Fayetteville Spring Classic. Elle est renommée Joe Martin Stage Race en 1989, en hommage à son directeur de course Joe Martin, mort en 1988. Elle est organisée par un club cycliste local, le Fayetteville Wheelmen / Tyson Racing cycling team, et la société  All Sports Productions. La course masculine fait partie de l'USA Cycling National Racing Calendar et de l'UCI America Tour depuis 2015. À partir de 2015, la course féminine fait partie du calendrier international féminin UCI en catégorie 2.2. En 202, la course féminine devient 2.1.
Les deux courses (masculine et féminine) de l'édition 2020 sont annulées, en raison de la pandémie de coronavirus.

## Palmarès récent
| Année | Vainqueur         | Deuxième           | Troisième          |                  |
| ----- | ----------------- | ------------------ | ------------------ | ---------------- |
| 1996  | Thurlow Rogers    |                    |                    |                  |
| 1997  | Kevin Ross        |                    |                    |                  |
| 1998  | Shane Thellman    |                    |                    |                  |
| 1999  | John Matthews     |                    |                    |                  |
| 2000  | Erin Hartwell     |                    |                    |                  |
| 2001  | Steven Cate       |                    |                    |                  |
| 2002  | Gustavo Carrillo  |                    |                    |                  |
| 2003  | Jason McCartney   | Eric Wohlberg      | Benjamin Brooks    |                  |
| 2004  | Adam Bergman      | Peter Fairbanks    | Benjamin Brooks    |                  |
| 2005  | Scott Moninger    | Karl Menzies       | Benjamin Brooks    |                  |
| 2006  | Gordon Fraser     | Ivan Stević        | Scott Moninger     |                  |
| 2007  | Rory Sutherland   | Ivan Stević        | Chris Baldwin      |                  |
| 2008  | Rory Sutherland   | Anthony Colby      | Bernard Van Ulden  |                  |
| 2009  | Rory Sutherland   | Ben Jacques-Maynes | Jeremy Vennell     |                  |
| 2010  | Luis Amarán       | Ben Jacques-Maynes | Jeremy Vennell     |                  |
| 2011  | Frank Pipp        | Jeremy Vennell     | César Grajales     |                  |
| 2012  | Francisco Mancebo | Shawn Milne        | César Grajales     |                  |
| 2013  | Chad Haga         | Francisco Mancebo  | Julian Kyer        |                  |
| 2014  | Ian Crane         | Ryan Roth          | Ben Jacques-Maynes |                  |
| 2015  | John Murphy       | Gregory Brenes     | Robinson Chalapud  |                  |
| 2016  | Neilson Powless   | Nigel Ellsay       | Janier Acevedo     |                  |
| 2017  | Robin Carpenter   | Adam de Vos        | Gavin Mannion      |                  |
| 2018  | Rubén Companioni  | Brendan Rhim       | Lionel Mawditt     |                  |
| 2019  | Stephen Bassett   | James Piccoli      | Alex Hoehn         |                  |
| 2020  | annulé/abandonné  | annulé/abandonné   | annulé/abandonné   | annulé/abandonné |
| 2021  | Tyler Williams    | Gage Hecht         | Óscar Sevilla      |                  |
| 2022  | Jonathan Clarke   | Noah Granigan      | Tyler Stites       |                  |
| 2023  | Riley Sheehan     | Tyler Stites       | Kyle Murphy        |                  |

### Femmes
| Année | Vainqueur              | Deuxième            | Troisième          |                  |
| ----- | ---------------------- | ------------------- | ------------------ | ---------------- |
| 1996  | Julie Hudetz           |                     |                    |                  |
| 1997  | Catherine Wahlberg     |                     |                    |                  |
| 1998  | Lisa Klein             |                     |                    |                  |
| 1999  | Andrea Ratkovic-Bowman |                     |                    |                  |
| 2000  | Ary McLauvin           |                     |                    |                  |
| 2001  | Anke Erlank            |                     |                    |                  |
| 2002  | Lynn Gaggioli          |                     |                    |                  |
| 2003  | Lynn Gaggioli          | Susan Palmer-Komar  | Amy Moore          |                  |
| 2004  | Lynn Gaggioli          | Kori Seehafer       | Katrina Berger     |                  |
| 2005  | Lynn Gaggioli          | Grace Fleury        | Dotsie Bausch      |                  |
| 2006  | Erinne Willock         | Alisha Lion         | Dotsie Bausch      |                  |
| 2007  | Katharine Carroll      | Alexandra Wrubleski | Katheryn Curi      |                  |
| 2008  | Robin Farina           | Catherine Cheatley  | Laura Van Gilder   |                  |
| 2009  | Alison Powers          | Katheryn Curi       | Katharine Carroll  |                  |
| 2010  | Alison Powers          | Katheryn Curi       | Amanda Miller      |                  |
| 2011  | Janel Holcomb          | Megan Guarnier      | Lex Albrecht       |                  |
| 2012  | Jade Wilcoxson         | Carmen Small        | Kathryn Donovan    |                  |
| 2013  | Claudia Häusler        | Alison Powers       | Lauren Stephens    |                  |
| 2014  | Lauren Stephens        | Laura Brown         | Joanne Kiesanowski |                  |
| 2015  | Lauren Stephens        | Scotti Wilborne     | Amber Neben        |                  |
| 2016  | Coryn Rivera           | Linda Villumsen     | Lauren Stephens    |                  |
| 2017  | Ruth Edwards           | Lauren Stephens     | Claire Rose        |                  |
| 2018  | Katie Hall             | Sara Bergen         | Leah Thomas        |                  |
| 2019  | Chloé Dygert           | Shannon Malseed     | Sara Bergen        |                  |
| 2020  | annulé/abandonné       | annulé/abandonné    | annulé/abandonné   | annulé/abandonné |
| 2021  | Skylar Schneider       | Veronica Ewers      | Heidi Franz        |                  |
| 2022  | Emma Langley           | Austin Killips      | Heidi Franz        |                  |
| 2023  | Lauren Stephens        | Emily Ehrlich       | Emilie Fortin      |                  |
| 2024  | annulé/abandonné       | annulé/abandonné    | annulé/abandonné   | annulé/abandonné |